# Фролова, Нина Филипповна
Нина Филипповна Фролова (1925—2009) — советский передовик производства в сельском хозяйстве. Депутат Верховного Совета СССР 8-го созыва (1970—1974). Герой Социалистического Труда (1966).

## Биография
Родилась 21 апреля 1925 года в городе Ленинград в рабочей семье.
В 1940 году начала трудовую деятельность поступив ученицей на Ленинградский завод «Электроаппарат».
С 1941 года, в начале Великой Отечественной войны, как и многие ленинградцы, рыла окопы, была сандружинницей. В 1942 году вместе с семьей была эвакуирована в Удмуртскую АССР где работала на предприятиях оборонной промышленности по выпуску снарядов для фронта.
В 1946 году возвратилась в город Ленинград и поступила в совхоз «Ударник» Тосненского района Ленинградской области, работала — рабочей полеводства, а с 1947 года, после освоения ей технологии производства овощей закрытого гранта — парниководом.
После обучения на агротехнических курсах в Пушкинском учебном сельскохозяйственном комбинате Н. Ф. Фролова была назначена звеньевой, а с 1961 года — бригадиром совхоза «Ударник» Тосненского района. В должности бригадира Н. Ф. Фролова становится признанным мастером выращивания овощей. Неоднократно участвовала в Выставке достижения народного хозяйства СССР в Москве, где удостаивалась золотых и серебряных медалей выставки.
Н. Ф. Фролова явилась инициатором и активным участником замены старых парников на арочные и плёночные теплицы. В бригаде была внедрена новая технология выращивания огурцов на торфонавозных компостах, обогрев плёночных теплиц электрокалориферами, вспашка почвы электрофрезой — это позволило увеличить среднегодовое производство овощей с 320 до 1215 тонн и повысить урожайность огурцов с 15 до 27 килограммов с одного квадратного метра.
30 апреля 1966 года Указом Президиума Верховного Совета СССР «за выдающиеся успехи, достигнутые в увеличении производства и заготовок овощей» Нина Филипповна Фролова была удостоена звания Героя Социалистического Труда с вручением Ордена Ленина и золотой медали «Серп и Молот».
Н. Ф. Фролова была депутатом Совета Союза Верховного Совета СССР 8-го созыва (1970—1974) от Ленинградской области. Неоднократно являлась членом Ленинградского обкома КПСС и Тосненского горкома КПСС, членом областного комитета народного контроля.
После выхода на пенсию жила в Санкт-Петербурге. Умерла в 2009 году.

## Награды
- Медаль «Серп и Молот» (30.04.1966)
- Орден Ленина (30.04.1966)
- Орден Октябрьской революции (8.04.1971)
- Медали ВДНХ